# Barrancas, Moctezuma
Barrancas är en ort i Mexiko.   Den ligger i kommunen Moctezuma och delstaten San Luis Potosí, i den centrala delen av landet, 400 km nordväst om huvudstaden Mexico City. Barrancas ligger 1 661 meter över havet och antalet invånare är 350.
Terrängen runt Barrancas är en högslätt, och sluttar brant österut. Runt Barrancas är det ganska glesbefolkat, med 23 invånare per kvadratkilometer. Närmaste större samhälle är San José del Arbolito, 15,9 km öster om Barrancas. Omgivningarna runt Barrancas är i huvudsak ett öppet busklandskap.